# S-Bahn Kärnten
Die S-Bahn Kärnten ist ein Nahverkehrsprojekt in Kärnten und Osttirol. Sie besteht derzeit aus fünf S-Bahn-Linien (S1 bis S5), welche an die Städte Klagenfurt und Villach angebunden sind. Ergänzt werden die fünf S-Bahn-Linien durch vier S-Bus-Linien (SB1 bis SB4), wovon SB1 bis SB3 lediglich Mo–Fr im Früh- und Nachmittagsverkehr auf die Bahn ergänzenden Korridoren verkehren.

## Linien

### S-Bahnen
Die fünf Linien werden mit modernen Triebwagen der Typen Talent und Desiro ML (S1, S2, S3, S4, S5) aus dem Fuhrpark der ÖBB betrieben. Zusätzlich werden CityShuttle-Garnituren (alle Linien) für manche Kurse eingesetzt.
| Linie          | Strecke                                                                  | Streckenname                                                      | Betriebsführung | Inbetriebnahme                                                                                                  |
| -------------- | ------------------------------------------------------------------------ | ----------------------------------------------------------------- | --------------- | --- |
| S-Bahn Kärnten | Lienz – Spittal-Millstättersee – Villach Hbf – Klagenfurt Hbf – Friesach | Drautalbahn, Rosentalbahn, Rudolfsbahn                            | ÖBB             | 12. Dezember 2010 (Spittal-Millstättersee – Friesach), 13. Dezember 2015 (Lienz – Spittal-Millstättersee)       |
| S-Bahn Kärnten | Villach Hbf – Feldkirchen in Kärnten – St. Veit an der Glan              | Rudolfsbahn                                                       | ÖBB             | 11. Dezember 2011                                                                                               |
| S-Bahn Kärnten | Weizelsdorf – Klagenfurt Hbf – Wolfsberg                                 | Rosentalbahn, Drautalbahn, Jauntalbahn, Lavanttalbahn, Koralmbahn | ÖBB             | 1. August 2011 (Klagenfurt – Weizelsdorf), 10. Dezember 2017 (Klagenfurt – Wolfsberg)                           |
| S-Bahn Kärnten | Villach Hbf – Arnoldstein – Hermagor                                     | Rudolfsbahn, Gailtalbahn                                          | ÖBB             | 11. Dezember 2016                                                                                               |
| S-Bahn Kärnten | Villach Hbf – Rosenbach                                                  | Bahnstrecke Villach–Rosenbach                                     | ÖBB             | 12. Dezember 2021 als S5, 10. Juni 2012 bis 11. Dezember 2021 als S2 Rosenbach – Villach – St. Veit an der Glan |

### S-Busse
| Linie | Strecke | Betriebsführung                                                      | Inbetriebnahme, Änderungen                                                                                | Anmerkungen                                                          |
| ----- | --- | -------------------------------------------------------------------- | --- | -------------------------------------------------------------------- |
| SB1   | Klagenfurt Hbf – Völkermarkt – Griffen                                                                               | Postbus                                                              | seit September 2020                                                                                       | Mo–Fr im Früh-/Nachmittagsverkehr                                    |
| SB2   | Klagenfurt Hbf – Moosburg (Kärnten) – Feldkirchen in Kärnten                                                         | Postbus                                                              | seit Dezember 2020 als SB3, seit Dezember 2024 als SB2                                                    | Mo–Fr, zusätzlich zur Linie 5230                                     |
| SB3   | Villach Hbf – Sankt Jakob im Rosental – Weizelsdorf – Ferlach                                                        | Postbus                                                              | seit September 2020 als SB2, seit Dezember 2024 als SB3                                                   | Mo–Fr im Früh-/Nachmittagsverkehr                                    |
| SB4   | Hermagor – Kötschach-Mauthen bis Dezember 2023, Villach – Nötsch – Hermagor (– Kötschach-Mauthen) seit Dezember 2024 | Kärnten Bus bis Dezember 2023, Mobilbüro Hermagor seit Dezember 2024 | seit September 2020 als SB 3, mit Dezember 2023 eingestellt, seit Dezember 2024 als SB4 wieder eingeführt | Mo–Fr im Früh-/Nachmittagsverkehr, Mo–So im Früh-/Nachmittagsverkehr |

## Entwicklung

### S-Bahn-Linie S1: Lienz ↔ Friesach

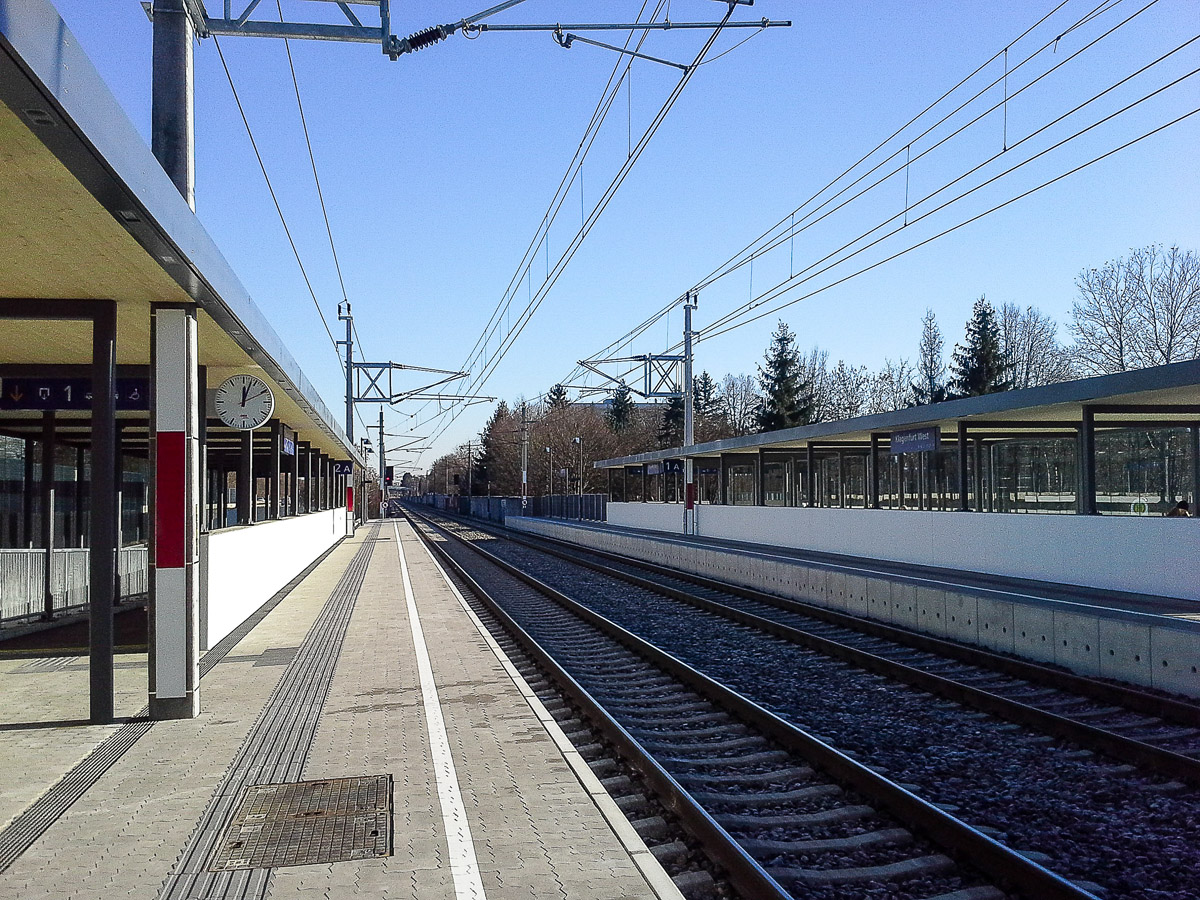
Neue Bahnstation Klagenfurt West, Blick vom Bahnsteig 2 Richtung Osten (Stadtzentrum)

Seit dem Jahr 2008 verkehrten Nahverkehrszüge im Halbstundentakt (sogenannter Kärnten-Takt) zwischen Villach und Klagenfurt, die offizielle Inbetriebnahme der Linie S1 (Verlängerung des Taktverkehrs bis St. Veit an der Glan) erfolgte am 12. Dezember 2010. Das S-Bahn-System wurde durch das Schließen von Takt-Lücken weiter verbessert.
Die Haltestelle „Gummern“ wurde am 5. Oktober 2014 aufgelöst und wird somit nicht mehr (von der S1) bedient.
Im westlichen Stadtgebiet von Klagenfurt befindet sich seit Fahrplanwechsel im Jahr 2015 eine neue S-Bahn Haltestelle für die S1 mit Namen „Klagenfurt West“. Sie verbindet die Ostbucht des Wörthersees mit der Universität Klagenfurt, dem Strandbad, dem Europapark sowie der P&R-Anlage beim Minimundus und fungiert auch als Nahverkehrsknoten (S-Bahn, Postbus, STW-Busse). Die Haltestelle ist derzeit die Endstelle der Stadtbuslinie 60 (Montag bis Samstag), die über die Universität Klagenfurt und den Heiligengeistplatz Richtung Steingasse im Halbstundentakt verkehrt.
Die S1 wurde mit 13. Dezember 2015 bis nach Lienz erweitert, wodurch ein umsteigefreier Stundentakt zwischen Friesach und Lienz eingeführt werden konnte. Zwischen Villach und St. Veit an der Glan konnte sogar auf einen Halbstundentakt ausgeweitet werden.
Im Jahr 2019 wurden die Haltestellen „Penk“ und „Oberfalkenstein“ aufgelassen.
2022 wurde der Halbstundentakt von Villach bis nach Spittal-Millstättersee erweitert.

#### Aktueller Betrieb
Zwischen Spittal-Millstättersee – Villach – Klagenfurt am Wörthersee – St. Veit an der Glan wird werktags in einem Halbstundentakt, zwischen Lienz – Spittal-Millstättersee – Villach – Klagenfurt am Wörthersee – St. Veit an der Glan – Friesach in einem Einstundentakt gefahren. Am Wochenende und an Feiertagen verkehren die Züge in größeren zeitlichen Abständen als unter der Woche. In den Sommermonaten verkehrt samstags, sonntags und feiertags sowie zu Großveranstaltungen die S1-Nightline zwischen Spittal-Millstättersee und St. Veit bis ca. 3:00 Uhr in der Früh im Stundentakt.

### S-Bahn-Linie S2: Villach Hbf ↔ St. Veit an der Glan

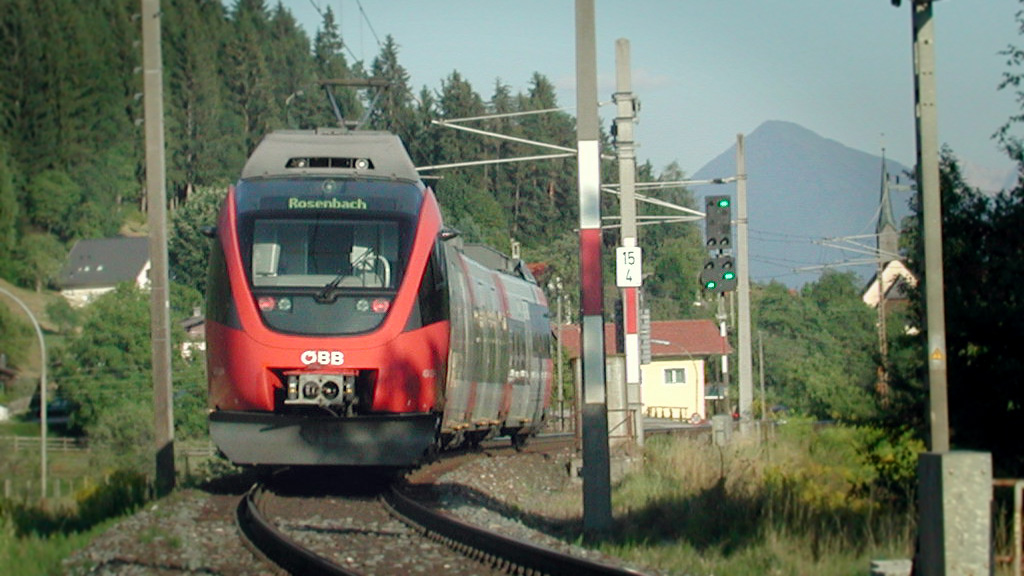
Schnellbahn-Garnitur S2 in Richtung Rosenbach, kurz vor dem Bahnhof Ledenitzen

Der Betrieb der S2 im Abschnitt zwischen Villach und St. Veit an der Glan wurde am 11. Dezember 2011 begonnen. Der zweite Abschnitt der S2 zwischen Villach und Rosenbach ist im Sommer 2012 in Betrieb gegangen und verbindet die Regionen um Ossiacher See, Warmbad Villach und Faaker See miteinander.
Seit dem Jahr 2015 verkehrt in den Sommermonaten samstags, sonntags und feiertags sowie zum Villacher Kirchtag die S2-Nightline zwischen Feldkirchen in Kärnten und Ledenitzen bis ca. 2:00 Uhr in der Früh im Stundentakt.
Die neue Haltestelle „Ledenitzen West“ ist seit 2. September 2017 in Betrieb, die alte Station Ledenitzen ist zeitgleich für den Personenverkehr geschlossen worden. Im Jahr 2018 wurde die Haltestelle in Ledenitzen umbenannt.
Von Juni bis Anfang September 2019 wurden an Wochenenden sowie Feiertagen Züge unter der Bezeichnung S21 bis und von Jesenice nach Villach geführt. Diese sind unter anderem auf den Freizeitverkehr ausgelegt – vor allem für den Radtourismus soll dies eine Verbesserung bringen. Gefahren wurde mit CityShuttle-Garnituren mit Fahrradwagen.
Das Land Kärnten und die ÖBB investierten 1,1 Millionen Euro in den Bau einer neuen S-Bahn-Haltestelle in Villach Landskron. Diese ging im Dezember 2019 in Betrieb.
Der Halt „Winkl im Rosental“ wurde im Zuge des Fahrplanwechsel im Jahr 2020 aufgelöst.
Seit dem Fahrplanwechsel am 12. Dezember 2021 wird der Streckenabschnitt Villach Hbf – Rosenbach als eigenständige Linie S5 geführt.

#### Aktueller Betrieb
Zwischen Villach und Feldkirchen fahren die Nahverkehrszüge im Einstundentakt, von Feldkirchen weiter nach St. Veit an der Glan im Zweistundentakt. Auf Einstundentakt verdichtet wird dieser Streckenabschnitt durch einen mit dem Verkehrsverbund Kärnten abgestimmten Busfahrplan.

### S-Bahn-Linie S3: Weizelsdorf ↔ Klagenfurt Hbf ↔ Wolfsberg

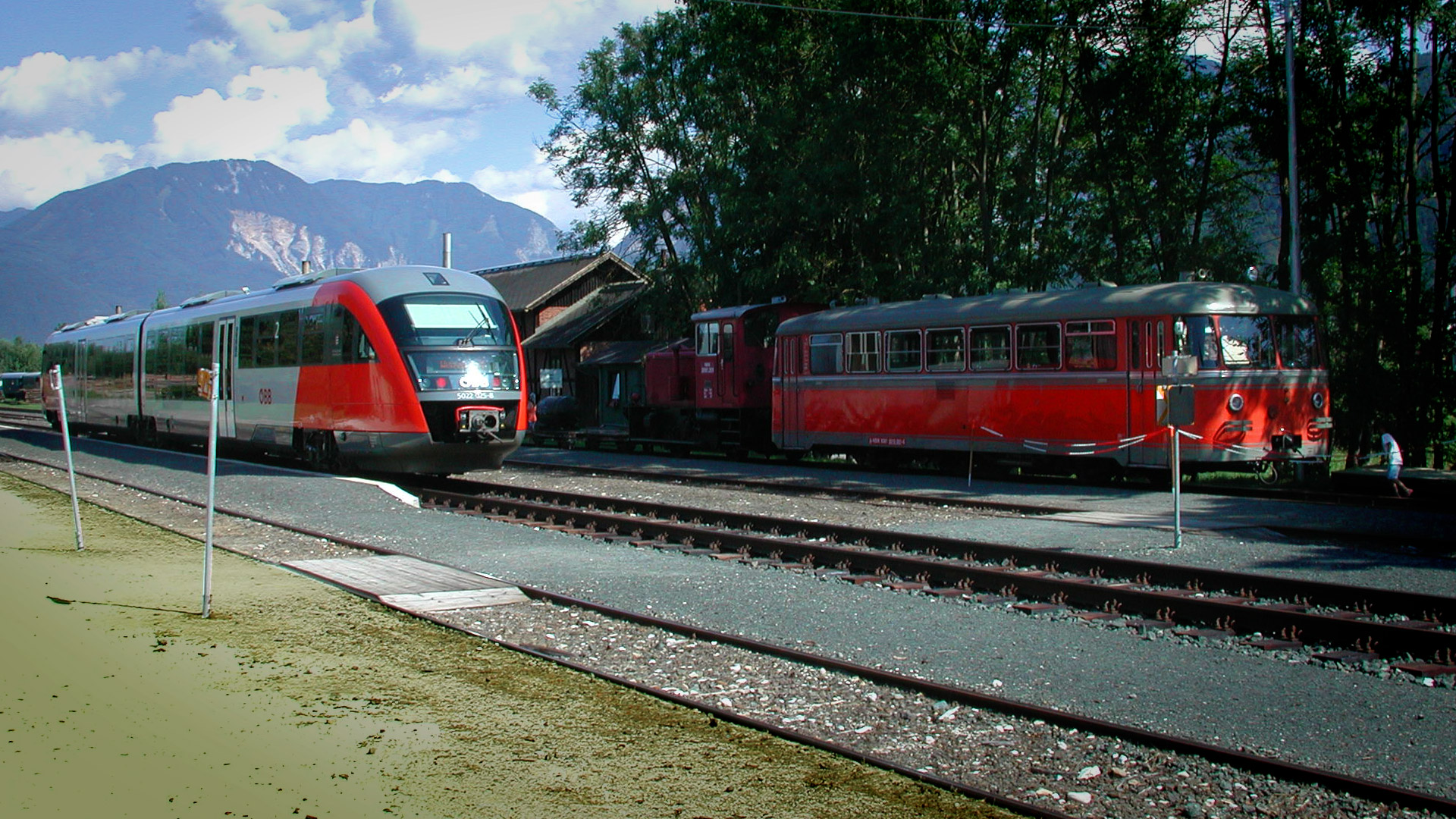
Schnellbahn-Garnitur S3 und historischer Schienenbus der NBiK am Bahnhof Weizelsdorf

Der Betrieb der Linie S3 konnte am 1. August 2011 im Abschnitt von Klagenfurt Hbf bis Weizelsdorf aufgenommen werden. Als Endpunkt der S3 war aber ursprünglich der Bahnhof Feistritz/Rosental vorgesehen. Auf Grund von Planungsfehlern konnte dieser als Endpunkt der Strecke jedoch nicht realisiert werden, da die Strecke bis zum Bahnhof Feistritz/Rosental aus einem einzigen, ungesicherten Streckenblock besteht und im Bahnhof Maria Rain alle Weichen und Signale ausgebaut wurden, sodass auf der von der S3 benutzten Strecke Zugkreuzungen nicht möglich sind.
Im Zuge des Ausbaus der Koralmbahn zwischen Graz und Klagenfurt erfolgte auch der Neubau der S-Bahnhaltestelle „Klagenfurt-Ebenthal“. Die neue Haltestelle ist seit dem 1. Jänner 2013 im Vollbetrieb.
Mit dem 27. Oktober 2015 ging die neue Bahnstation „Klagenfurt Süd“ zwischen dem Klagenfurter Hauptbahnhof und der ehemaligen Haltestelle Viktring nördlich des Bahnüberganges Mössingerstraße in Betrieb. Zeitgleich wurde die Haltestelle Viktring aufgelassen. Da sich das Schulzentrum (HTL Mössingerstraße, BG/BRG Mössingerstraße) in unmittelbarer Nähe befindet, dient sie hauptsächlich dem Transport von Schülern. Im Zuge dieses Neubaus wurde auch eine neue Bushaltestelle „Klagenfurt Süd“ stadtauswärts gebaut und die bestehende Haltestelle „Feldhofgasse“ stadteinwärts in „Klagenfurt Süd“ umbenannt, um den Anschluss an das Stadtbusnetz zu verbessern. Derzeit sind die Umsteigeverbindungen noch nicht aufeinander abgestimmt, sodass man nur einige wenige wirkliche S3 ↔ Stadtbus-Umstiege in der Früh zur Verfügung hat.
Zwischen dem Hauptbahnhof Klagenfurt und der Haltestelle Klagenfurt Süd wurde mit 13. Dezember 2015 ein Pendelverkehr und damit auch die bisher kürzeste S-Bahn-Linie Österreichs eingeführt. Für diese Fahren werden keine zusätzlichen Fahrzeuge benötigt, da für die kurze Strecke der S3 die Stehzeit des einzigen Fahrzeuges auf dieser Strecke ausgenützt werden kann.
Von 1. August 2011 bis 9. Dezember 2016 verkehrte von Rosenbach über Feistritz/Rosental nach Klagenfurt Hbf nur mehr der stark ausgelastete Frühzug (von Montag bis Freitag). Der Abschnitt Weizelsdorf ↔ Rosenbach wurde im Dezember 2016 komplett auf den Busverkehr umgestellt. damit wurde auch der letzte „Schülerzug“ Klagenfurts eingestellt.
Mit dem Fahrplanwechsel im Jahr 2018 wurden die Züge zwischen Klagenfurt und Wolfsberg erstmals als S-Bahn angeführt. Gleichzeitig wurde der Personenverkehr zwischen Wolfsberg und Bad St. Leonhard eingestellt.

#### Elektrifizierung
Ab April 2021 wurde die Strecke zwischen Klagenfurt Hbf und Weizelsdorf, wie im Energiemasterplan des Landes Kärnten festgelegt, elektrifiziert und modernisiert. An der südlichen Stadtgrenze von Klagenfurt, investierten das Land Kärnten und die ÖBB zudem 3,6 Millionen Euro in den Bau einer S-Bahn-Haltestelle im Bereich der Kreuzung Lambichl, mit einer Park & Ride-Anlage und Bus-Umkehrschleife. Die Rosentalbundesstraße, eine wichtige Pendlerroute und der Süden von Klagenfurt, sollen durch den Bau vom starken Verkehrsaufkommen entlastet werden.
Mit Fahrplanwechsel 2022/23 wurde die neue Haltestelle „Köttmannsdorf Lambichl“ eröffnet. Gleichzeitig wurde auch die Elektrifizierung der Rosentalbahn und der Ausbau der Betriebsstelle Maria Rain zum Bahnhof abgeschlossen.

#### Aktueller Betrieb
Aktuell wird der Zugverkehr im Abschnitt Klagenfurt – Weizelsdorf von Montag bis Freitag (wenn Werktag) im Stundentakt (morgens auch im Halbstunden-Takt) betrieben. In Weizelsdorf besteht Anschluss von den Regionalbuslinien zu der S3 in beide Richtungen, da dieser Bahnhof als Taktknotenpunkt dient. An Samstagen, Sonn- und Feiertagen verkehrt die S3 in diesem Abschnitt im Zweistundentakt (seit Fahrplanwechsel 2023). Im weiteren Einzugsbereich der S3 im Rosental werden sechs Gemeinden durch das Anruftaxi „Go-Mobil“ bedient, nämlich Maria Rain, Köttmannsdorf, Ludmannsdorf, Feistritz/Rosental, Rosegg und St. Jakob/Rosental.
Wochentags wird im Abschnitt Klagenfurt – Wolfsberg ein durchgehender Stundentakt angeboten. Am Wochenende gilt grundsätzlich ein Zwei-Stunden-Takt mit einzelnen Taktverstärkern. Die S-Bahnen verkehren als Besonderheit in diesem Abschnitt an Wochenenden in einer anderen Taktminute als wochentags.

#### Mögliche zukünftige Verlängerung in Richtung Ferlach
Zeitweise bestanden Überlegungen, die Linie S3 von Weizelsdorf bis nach Ferlach zu verlängern. Das ist derzeit allerdings nicht möglich, da diese von den ÖBB stillgelegte Stichbahn von der „Nostalgiebahn in Kärnten“ übernommen wurde und außerdem dafür vollkommen modernisiert werden müsste.

### S-Bahn-Linie S4: Hermagor ↔ Villach Hauptbahnhof
Zum 11. Dezember 2016 wurde eine neue Linie S4 auf dem Streckenabschnitt Hermagor ↔ Arnoldstein ↔ Villach Hauptbahnhof eingerichtet.
Zudem verkehrt seit dem Sommer 2017 die S4-Nightline zwischen Hermagor und Villach.

#### Aktueller Betrieb
Die Züge der S-Bahn-Linie 4 verkehren zwischen Villach Hbf und Hermagor täglich im Stundentakt.
Der obere Streckenabschnitt Hermagor ↔ Kötschach-Mauthen ist im Dezember 2016 auf Busbetrieb umgestellt worden. In diesem Streckenabschnitt wird ebenfalls wie auf der S3 ein Busverkehr im Stundentakt mit Anschlüssen von und zur S-Bahn betrieben.

### S-Bahn-Linie S5: Villach Hbf ↔ Rosenbach
Hier wird werktags ein fast lückenloser Einstundentakt gefahren. Außerdem ergänzen Busse das Angebot an öffentlichen Verkehrsmitteln auf dieser Strecke.

## Nachtnetz

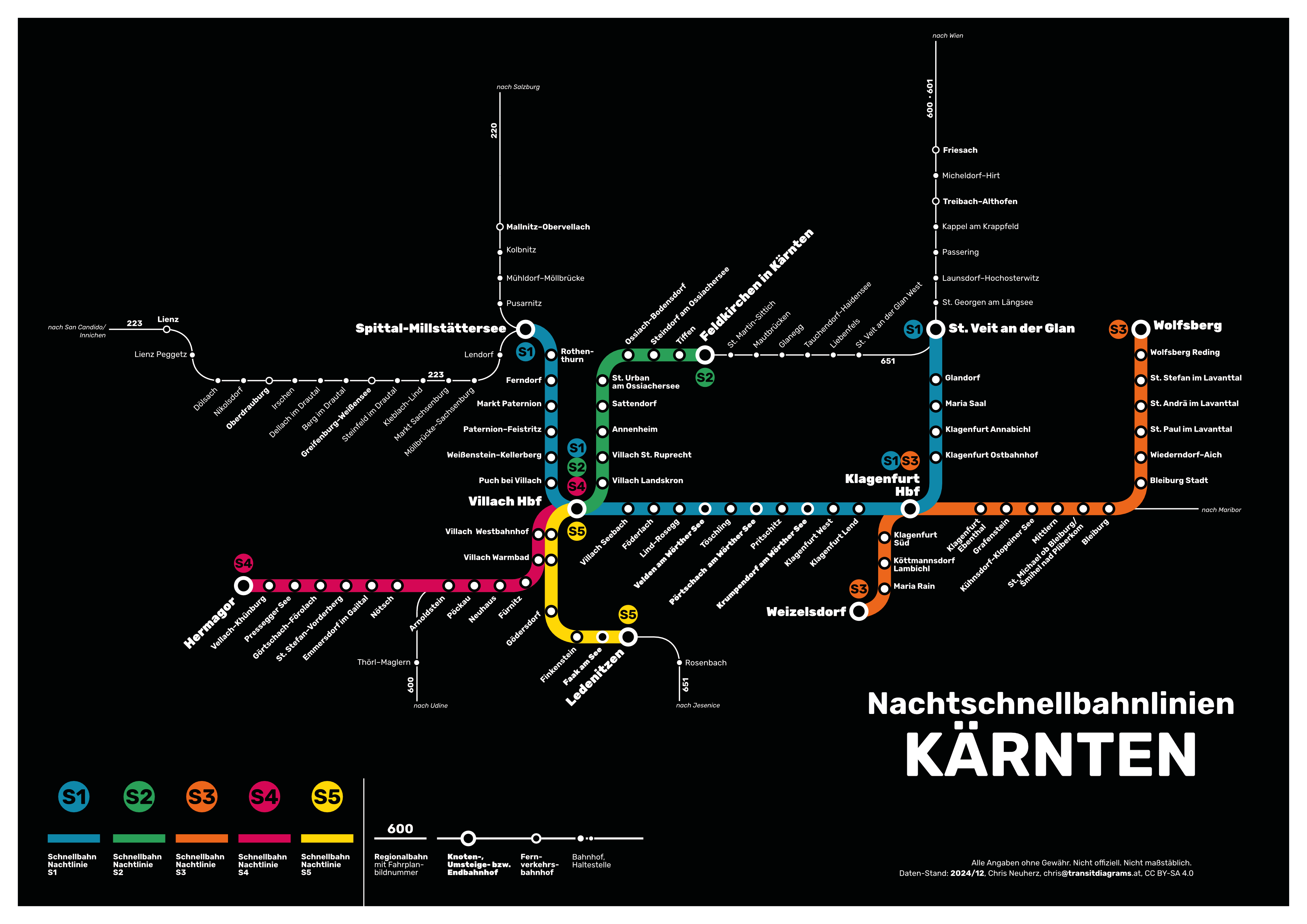
S-Bahn Kärnten Nachtnetz

In den Sommermonaten bietet die S-Bahn-Betreiberin auf den Linien S1, S2, S4 und S5 jeweils verlängerte Betriebszeiten an Samstagen, Sonn- und Feiertagen sowie zu Großevents (Villacher Kirchtag) an. Das Betriebsende liegt je nach Bahnhof zwischen 2 und 3 Uhr. Nachtzuschläge werden nicht erhoben. 
Für das Jahr 2025 wird nun auch ein Nachtverkehr auf der S3 angeboten. Das Angebot wird mit Fahrplanwechsel auch ausgebaut und zwar verkehrt die Nacht-S-Bahn an allen Wochenenden in den Ferien und vor Feiertagen, was 2025 zu 32 Verkehrstagen im Nachtnetz führt.

## Umstrukturierung der S-Bahn nach Eröffnung der Koralmbahn

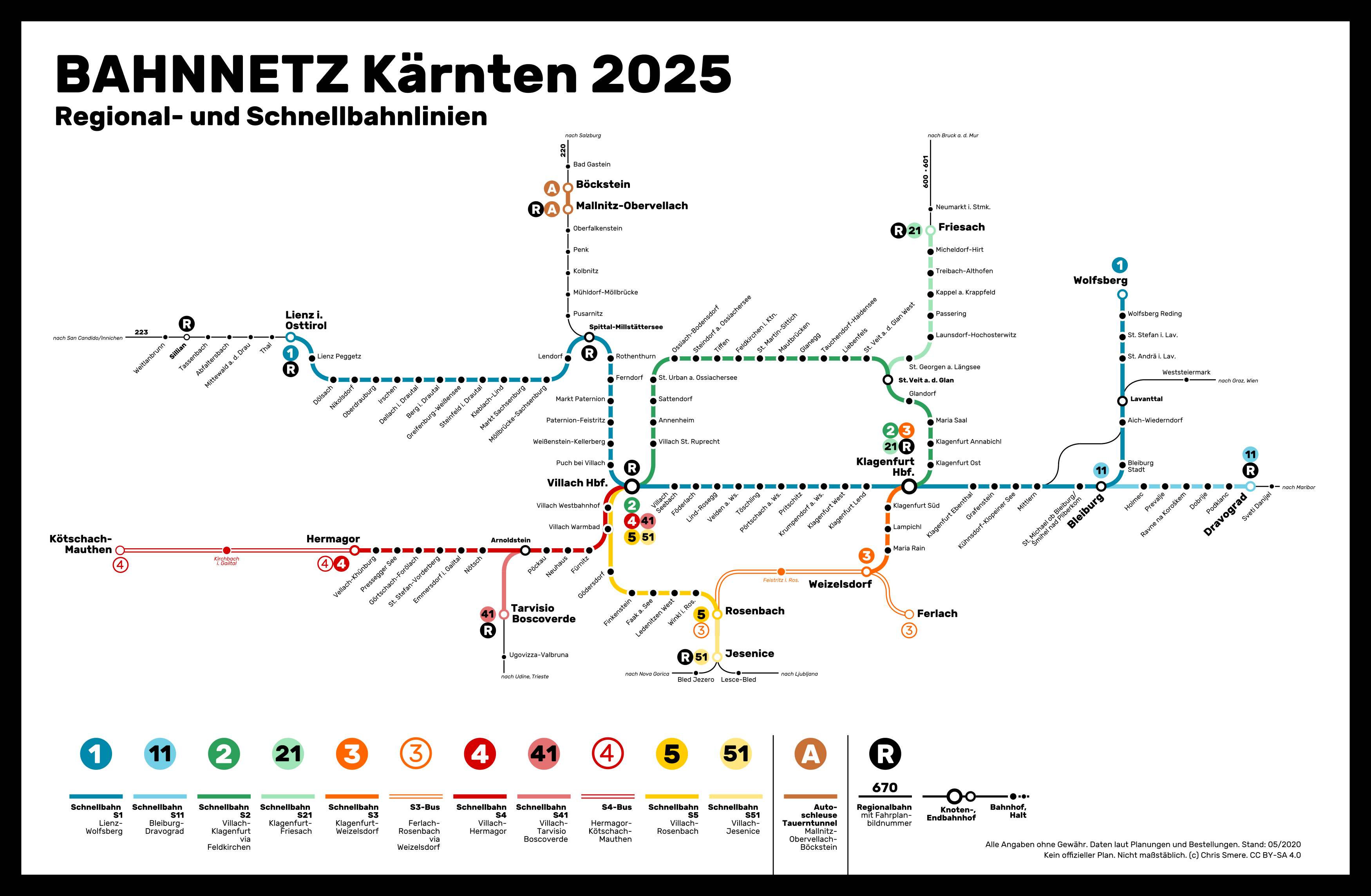
Mögliches Regional- und S-Bahn-System in Kärnten ab ca. 2025

Mit der Eröffnung der Koralmbahn im Jahr 2025 wird die S-Bahn Kärnten umfassend an die neuen Gegebenheiten angepasst. Laut dem Kärntner Verkehrsdienstevertrag kommt es zu folgenden Änderungen:

### S 1: Wolfsberg – Lavanttal – Bleiburg – Klagenfurt Hbf – Villach Hbf – Spittal-Millstättersee – Lienz
- Stundentakt
- Verdichtungen insbesondere an Werktagen außer Samstag in der Hauptverkehrszeit auf der gesamten Linie oder Teilabschnitten davon

### S 11: Bleiburg – Prevalje (– Dravograd)
„Micotra Slovenia“ – Projektbezeichnung „S11“
- Grundtakt an Werktagen außer Samstag: Zweistundentakt
- Grundtakt an Samstag wenn Werktag: Zweistundentakt
- Grundtakt an Sonn- und Feiertagen: Einzellagen spezieller Fahrrad-Züge

### S 2: Villach Hbf – Feldkirchen in Kärnten – St. Veit an der Glan – Klagenfurt Hbf
- Grundtakt an Werktagen außer Samstag: Stundentakt
- Grundtakt an Samstag wenn Werktag: Stundentakt im Abschnitt Villach Hbf – Feldkirchen in Kärnten, Zweistundentakt im Abschnitt Feldkirchen in Kärnten – Klagenfurt Hbf
- Grundtakt an Sonn- und Feiertagen: Stundentakt im Abschnitt Villach Hbf – Feldkirchen in Kärnten, Zweistundentakt im Abschnitt Feldkirchen in Kärnten – Klagenfurt Hbf
- Zusätzliche Nightliner-Züge an bestimmten Verkehrstagen in bestimmten Abschnitten

### S 21: Klagenfurt Hbf – St. Veit an der Glan – Friesach
- Grundtakt an Werktagen außer Samstag: Einzellagen im Tagesrandverkehr
- Grundtakt an Samstag wenn Werktag: Einzellagen im Tagesrandverkehr
- Grundtakt an Sonn- und Feiertagen: Einzellagen im Tagesrandverkehr
- Zusätzliche Nightliner-Züge an bestimmten Verkehrstagen in bestimmten Abschnitten

### S 3: Klagenfurt Hbf – Weizelsdorf
- Grundtakt an Werktagen außer Samstag: Stundentakt
- Grundtakt an Samstag wenn Werktag: Zweistundentakt
- Grundtakt an Sonn- und Feiertagen: Zweistundentakt
- Zusätzliche Nightliner-Züge an bestimmten Verkehrstagen in bestimmten Abschnitten

### S 4: Villach Hbf – Hermagor
- Grundtakt an Werktagen außer Samstag: Stundentakt
- Grundtakt an Samstag wenn Werktag: Stundentakt
- Grundtakt an Sonn- und Feiertagen: Stundentakt
- Zusätzliche Nightliner-Züge an bestimmten Verkehrstagen in bestimmten Abschnitten

### S 5: Villach Hbf – Rosenbach (– Jesenice*)
- Grundtakt an Werktagen außer Samstag: Stundentakt
- Grundtakt an Samstag wenn Werktag: Zweistundentakt
- Grundtakt an Sonn- und Feiertagen: Zweistundentakt
- Zusätzliche Nightliner-Züge an bestimmten Verkehrstagen in bestimmten Abschnitten

*Durchbindung nach Jesenice abhängig von der weiteren Entwicklung des Fernverkehrsangebots auf der Strecke Villach–Jesenice
Zusätzlich Nahverkehre abseits der S-Bahn-Linien auf den Strecken Spittal-Millstättersee – Mallnitz-Obervellach sowie Villach Hbf – Tarvisio Boscoverde sowie im Zuge der Autoschleuse Tauernbahn.

## Weitere Planungen

### Verbindung Bleiburg ↔ Slowenien
Bei einem Treffen zwischen Landeshauptmann Kaiser und dem slowenischen Außenminister Erjavec am 11. Juli 2017 wurde vereinbart, eine S-Bahn-Linie über Bleiburg nach Prevalje zu verlängern und somit die slowenische Region Koroška in das Kärntner S-Bahn-Netz einzubinden. Es sollen auch weitere Schienenverbindungen zwischen Klagenfurt und Maribor geschaffen werden. In späterer Folge, nach Eröffnung der Koralmbahn und der damit einhergehenden Umstrukturierung des gesamten Bahnnetzes in Kärnten, würde diese Strecken jedoch nicht mehr der S3, sondern der S1 zugeordnet werden.